# Georges Bizet
Georges Bizet (wym. [ʒɔʁʒ bizɛ]), właśc. Alexandre-César-Léopold Bizet (ur. 25 października 1838 w Paryżu, zm. 3 czerwca 1875 w Bougival) – francuski kompozytor, piszący przede wszystkim opery.

## Życiorys
Chociaż rodzice nadali mu imiona Alexandre-César-Léopold to przez całe życie znany był pod imieniem Georges, zapisanym w rejestrze parafialnym. Oboje rodzice artysty byli związani z muzyką – ojciec Adolphe uczył śpiewu, a matka Aimée była pianistką.
Edukację muzyczną rozpoczął w domu rodzinnym. W 1848 przed 10 urodzinami Bizet został przyjęty do paryskiego konserwatorium, gdzie uczył się gry na fortepianie i organach oraz kompozycji (u Jacques’a Fromentala Halévy’ego), przez jakiś czas również harmonii u Charles’a Gounoda. Jeszcze w trakcie studiów napisał m.in. grywaną do dziś I Symfonię C-dur. 
Pierwszym sukcesem Bizeta okazała się jednoaktowa opera Doktor Miracle (Le docteur Miracle) z librettem Leona Battu i Ludovica Halévy’ego, Opera ta otrzymała nagrodę osobiście ufundowaną przez Jacques’a Offenbacha i została po raz pierwszy wystawiona 9 kwietnia 1857 w jego teatrze Bouffes-Parisiens. 
W 1857 zdobył Prix de Rome za kantatę Chlodwig i Klotylda. Nagrodą był pobyt na stypendium we Włoszech, gdzie przebywał w latach 1858–1860. Następne opery Bizeta (Poławiacze pereł, Piękne dziewczę z Perth, Djamileh) zostały chłodno przyjęte. Sukcesem okazała się dopiero suita symfoniczna Arlezjanka, która pierwotnie powstała jako muzyka do sztuki Alphonse’a Daudeta. Również najwybitniejsze dzieło Bizeta – opera Carmen spotkało się z niezrozumieniem i niechęcią do tego stopnia, że niektórzy biografowie doszukują się w tym przyczyny załamania nerwowego i przedwczesnej śmierci kompozytora, jednakże teoria ta nie ma udokumentowanego potwierdzenia. Utwory Bizeta zostały docenione dopiero po jego śmierci. Pochowany został na Cmentarzu Père-Lachaise, pomnik nagrobny zaprojektował Charles Garnier.
Odznaczony Legią Honorową (1875).

## Ważniejsze utwory
Opery i operetki
- Doktor Miracle (Le docteur Miracle) – libretto: Leon Battu i Ludovic Halévy, napisana w roku 1856, premiera: Paryż, Bouffes-Parisiens, 9 kwietnia 1857. Za tę jednoaktową operę otrzymał nagrodę ufundowaną przez Jacques’a Offenbacha
- Don Procopio – napisana ok. 1859, libretto: C. Cambiaggio, premiera: Monte Carlo 10 marca 1906
- La guzla de l’émir (Gęśla emira) – opera komiczna, napisana ok. 1862, libretto: J. Barbier i M. Carré, nie zachowała się
- Iwan IV – pisana w latach 1862-1866, niedokończona, zachowana tylko we fragmentach
- Poławiacze pereł (Les Pêcheurs de perles) – napisana w 1863, libretto: E. Cormon i M. Carré, premiera: Paryż, Théâtre Lyrique, 30 września 1863
- Piękne dziewczę z Perth (La jolie fille de Perth) – opera napisana w 1866, libretto: J.-H. Vernoy de Saint-Georges i J. Adenis, premiera: Paryż, Théâtre Lyrique, 26 grudnia 1867
- Djamileh – opera komiczna, premiera: Paryż, Opéra-Comique, 22 maja 1872
- Carmen – opera w 4 aktach, premiera: Paryż, Opéra-Comique, 3 marca 1875

Muzyka symfoniczna
- I symfonia C-dur (1855)
- Suita orkiestrowa Roma (1866-1868)
- Suita Arlezjanka (ułożona z muzyki Bizeta do sztuki teatralnej Arlezjanka, 1872)
- Oda symfoniczna Vasco da Gama
- Suita z opery Carmen
- Uwertura Patrie
- Petite suite d’orchestre (zinstrumentowane fragmenty Jeux d’enfants)

Utwory fortepianowe
- Jeux d’enfants, op. 22 na 4 ręce (1872)
- Scherzo i marsz żałobny f-moll